# Commanderie de Villedieu-la-Montagne
La commanderie de Villedieu-la-Montagne est un édifice situé sur la commune d'Haucourt, en Seine-Maritime, en France. Il fait l’objet d’une inscription au titre des monuments historiques depuis 1992.

## Historique
La commanderie est fondée à la fin du XIIe siècle.
Le manoir est démoli au XVe siècle et remplacé par une ferme.
Au XXe siècle la façade est refaite en briques.
Le monument est inscrit comme monument historique depuis le 1er septembre 1992.

## Description
L'édifice est fait de briques et de pierres.